# Emilio Carlos Guruceta Muro
Emilio Carlos Guruceta Muro (Sant Sebastià; 4 de novembre de 1941 - Fraga, Franja de Ponent; 25 de febrer de 1987) va ser un àrbitre internacional de futbol basc.

## Trajectòria
Va debutar a la Primera Divisió el 21 de setembre de 1969, en un partit Saragossa - Pontevedra (2-1). En aquella mateixa temporada va ser protagonista directe de la confrontació FC Barcelona-Reial Madrid de quarts de final de la Copa del Generalíssim, en la qual va sancionar amb penal una entrada de Rifé a Velázquez a dos metres fos de l'àrea, i també va expulsar el blaugrana Eladio per protestar, en un partit que va acabar amb la policia sobre la gespa del Camp Nou. Va romandre recusat pel Barcelona fins al juliol de 1985.
El balanç de la seva primera campanya va llançar un saldo de vuit partits i quatre recusacions. A Riazor va xiular per única vegada el FC Barcelona en una confrontació de lliga (0-0). El seu partit número 100 va ser el Celta-Las Palmas (1-2) del 26 de novembre de 1978. La temporada anterior havia estat designat per arbitrar la poc freqüent xifra de 16 partits.

## Incident al Camp Nou
El 6 de juny de 1970, en el partit d'anada de quarts de final de la Copa del Generalíssim entre el Barça i el Reial Madrid l'àrbitre Zariquiegui havia concedit un segon gol al Madrid, partint Amancio de presumpte fora de joc.
Guruceta, que aquella temporada debutava a primera divisió, va ser l'àrbitre triat per a la tornada. Havien de superar els blaugrana el dos a zero, i Rexach va marcar el primer gol abans del descans. Però la gesta es frustrava quan, en el segon temps (minut 59) el col·legiat Guruceta assenyalava com a penal una falta de Quimet Rifé sobre Velázquez a més d'un metre fora de l'àrea. Va començar en les graderies un nou capítol d'indignació amb llançament de coixinets inclòs. El capità culé, després de l'empat blanc, va anar cap a Guruceta i li va dir: “ets un madridista, no tens vergonya”... i el van expulsar. Després es va ignorar un penal sobre Rifé i el partit ja no es va poder continuar davant el clam popular i la incapacitat per fer-los callar. Saltaven al camp espectadors i es va donar per acabat el partit 5 minuts abans del final.
Després d'aquell espectacle el comitè va sancionar al Barça amb la màxima multa de llavors: 90.000 pessetes i avís de tancament del camp. Es va desestimar la repetició del partit i es va castigar Eladio amb dos partits i suspensió a Guruceta de sis mesos. El president del Col·legi Nacional, José Plaza Pedraz, descontent amb la decisió, va dimitir del seu càrrec quan es va sancionar a Guruceta amb 6 mesos de suspensió pel partit que el va fer famós.
El mateix president tornaria al seu lloc promocionant a Guruceta i, d'aquella època se li atribueix dir la frase: "Mentre jo sigui president dels àrbitres, el Barça no guanyarà la lliga"; la veritat és que no existeixen proves documentades que ho digués, i que qui l'acusava de tal cosa era un àrbitre anomenat Antonio Camacho que havia estat implicat en una trama de corrupció arbitral, i que havia estat apartat de la carrera arbitral. Al mateix temps Plaza tractava de promocionar Guruceta perquè representés Espanya en el Mundial de futbol de 1978.

## Internacionalitat
Va arribar a la categoria d'internacional el 27 de març de 1974, en un partit de juvenils entre les seleccions de Portugal i Suïssa (5-1). El seu primer partit de seleccions absolutes va ser el Portugal-Anglaterra (0-0) del 4 d'abril d'aquell mateix any.
Entre els seus més de cent partits internacionals han de recordar-se els que van correspondre als Jocs Olímpics de Mont-real i de Moscou, el 1976 i el 1980. També va participar en el Mundial de Futbol Universitari de 1977 i en la Universíada de 1979. La seva anècdota més curiosa es va donar precisament en aquesta última competició, en la qual va expulsar els onze jugadors del Paraguai en el seu partit amb Corea del Sud.
Al marge del temps que va romandre sancionat pel penal del Camp Nou, va tenir absències perllongades en altres dues ocasions. La primera, el 1978, per causa de l'accident de circulació que va sofrir a Mansilla de las Mulas (Província de Lleó) en el qual va morir l'ocupant del vehicle amb el qual va col·lidir. Tan aviat com es va recuperar de les lesions, va tornar a l'arbitratge. Adscrit al Col·legi Guipuscoà, a l'estiu de 1984 es va traslladar a viure a Elx per obrir una empresa de calçats.
Cal recalcar que a la fi de l'any 1997, Constant Vanden Stocken president de l'Anderlechten, va reconèixer haver lliurat a Guruceta un milió de francs belgues [quatre milions de pessetes] per deixar guanyar a aquest equip en un partit de tornada de semifinals de la Copa de la UEFA de 1984 entre l'Anderlecht i el Nottingham Forest. Després de conèixer aquesta confessió, la UEFA va decidir castigar l'Anderlecht amb un any sense dret a jugar en les competicions europees.
Per aquesta raó i per qüestions familiars, va estar sis mesos en excedència.

## Reaparició
Quan va reaparèixer, iniciada la temporada 1984/85, ho va fer com a col·legiat murcià. L'agost de 1985, anul·lat per acord d'assemblea el dret dels clubs a recusar als àrbitres, va tornar a dirigir el Barça en el Trofeu Ciutat de Palma, en un partit davant el Grêmio Foot-Ball Porto Alegrense. La seva última actuació, la 186 de Lliga, es va produir el 21 de febrer de 1987 en l'Estadi de Sarrià, amb un RCD Espanyol - RCD Mallorca que va acabar 3-1 favorable per als blanquiblaus.
Quatre dies després, Emilio Guruceta, va morir en un accident de circulació, en col·lidir el "BMW" que conduïa contra un camió que es trobava estacionat en el voral de l'autopista A-2, a l'altura del quilòmetre 150, a Fraga. Estava casat i tenia dos fills, de cinc i un any respectivament. El gran es diu Gabriel en memòria d'un germà de Guruceta, també mort en accident de circulació. En l'accident també va trobar la mort el jutge de línia, Eduardo Vidal Torres, resultant ferit el tercer integrant del trio arbitral, Antonio Coyes Antón.
En la seva memòria cada temporada es concedeix al millor àrbitre espanyol un trofeu que porta el seu nom, el Trofeu Guruceta.

## Palmarès
- 2 Premis Don Balón (1986 i 1987)